# York (Oberkanada)

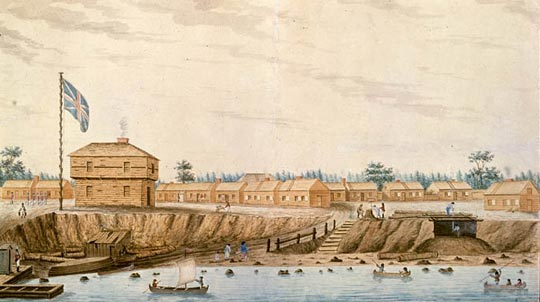
Fort York, 1804

York [jɔɹk] war der ursprüngliche Name der heutigen Stadt Toronto in der kanadischen Provinz Ontario.
Die Wyandot nannten den Platz, an dem der Ort York entstand, „Tarantua“, was so viel bedeutet wie Treffpunkt, an dem sie Zusammenkünfte abhielten. Im 17. Jahrhundert waren es die Pelzjäger, die den Treffpunkt recht erfolgreich für ihre Geschäfte nutzten, bis der britische Vizegouverneur John Graves Simcoe aus dem wirtschaftlichen Umschlagplatz ein Fort bauen ließ. Er glaubte, York sei der geeignete Standort für die Hauptstadt von Oberkanada, die damals noch in Newark lag, dem heutigen Niagara-on-the-Lake. Benannt ist sie nach Frederick Augustus, Duke of York and Albany, dem zweiten Sohn von König Georg III.
Die Stadt York am Nordufer des Ontariosees wurde im Jahr 1796 die Hauptstadt von Oberkanada.
Am 6. März 1834 wurde die Stadt in Toronto umbenannt. Zu diesem Zeitpunkt hatte sie 9250 Einwohner.